# František II. z Ditrichštejna
František II. z Ditrichštejna (německy Franz II. von Dietrichstein, 22. května 1643 – 22. února 1772) byl česko-rakouský šlechtic a katolický duchovní z jihomoravského rodu Ditrichštejnů.

## Život
Byl členem řádu Tovaryšstva Ježíšova a působil jako duchovní spistovatel a básník.